# Митрополит црногорско-приморски Данило II
Данило II (световно Томо Дајковић; Друшићи, код Цетиња, 19. октобар 1895 — Цетиње, 14. септембар 1993) био је митрополит црногорско-приморски од 1961. до 1990. Последњи је ветеран Првог светског рата из Црне Горе.

## Световни живот
Митрополит Данило рођен је као Томо Дајковић у Друшићима, у Ријечкој нахији код Цетиња, 19. октобра 1895. Основну школу завршио је у свом родном месту, нижу гимназију у Подгорици, Богословско-учитељску школу на Цетињу, а Богословски факултет у Београду. Учествовао је у балканском и Првом свјетском рату као војник црногорске војске.

## Монашки живот
Рукоположен за ђакона 29. јуна а за презвитера 30. јуна 1920. и био парохијски свештеник до 1930. године. До избора за митрополита црногорско-приморског био је секретар Духовног суда у Штипу, црквеносудски тужилац у Скопљу, члан суда, архијерејски заменик и управник патријаршијског двора у Београду.
Изабран је за митрополита црногорско-приморског 20. маја 1961. Хиротонисао га је у београдској Саборној цркви 24. јуна 1961. патријарх српски Герман, митрополит загребачки Дамаскин и епископ банатски Висарион. Као Митрополит Данило је, колико су му то услови, прилике и комунистички режим дозволили, средио стање у Митрополији Црногорско-приморској, али није успио да је одбрани Капелу Светог Петра Цетињског на Ловћену од комунистичког режима. Капела је срушена, 12. јула 1972. (на Петровдан) а Владика Раде утамничен у зидине „незнабожачког” маузолеја, у коме се и данас налази. Због планираног незаконитог рушења имовине СПЦ - капеле на Ловћену подигао је тужбу. Судски процес је трајао од 1970. до 1982. када је био приморан да повуче тужбу чувши Видоја Жарковића, који му је рекао да сви судови могу донијети одлуку у његову корист, црква се на Ловћену неће градити. Онда се митрополит повукао, да се узалуд не троши новац и време и повукао је тужбу. Адвокат Радовић је био против такве одлуке и био је љут на митрополита, пошто је већ била одређена комисија од Цетињске општине која је тих дана требала да изађе на Ловћен, да се испита могућност повратка цркве.
За време његове дугогодишње управе Црногорско-приморском митрополијом обновљени су многи храмови и манастири и отворена Монашка школа у манастиру Острогу, којој су неки од предавача били будући патријарх Иринеј и Мираш Дедеић (који је убачен од УДБЕ и одговарао је ученике од монаштва). Барски свештеник Јован Пламенац је о Данилу Дајковићу рекао да је за митрополита црногорско-приморског изабран од стране УДБЕ, али да није поклекао пред комунистичким настојањима да у потпуности сатру православну цркву у Црној Гори.
Умировљен је по својој молби 1990. године. Умро је на Цетињу 14. септембра 1993. године и сахрањен у манастиру Острог.